# Paris-Roubaix de 1973
A 71.ª edição da Paris-Roubaix teve lugar a 15 de abril de 1973 e foi vencida em solitário por terceira vez pelo belga Eddy Merckx.

## Classificação final
| Posição | Ciclista            | Equipa                     | Tempo      |
| ------- | ------------------- | -------------------------- | ---------- |
| 1       | Eddy Merckx         | Molteni                    | 7h 28' 43" |
| 2       | Walter Godefroot    | Flandria-Shimano-Carpenter | + 2' 20"   |
| 3       | Roger Rosiers       | Bic                        | m. t.      |
| 4       | Walter Planckaert   | Watney-Maes                | + 7' 18"   |
| 5       | Freddy Maertens     | Flandria-Shimano-Carpenter | m. t.      |
| 6       | Frans Verbeeck      | Watney-Maes                | + 7' 46"   |
| 7       | Roger de Vlaeminck  | Brooklyn                   | m. t.      |
| 8       | Herman Van Springel | Rokado                     | m. t.      |
| 9       | Régis Delépine      | Gan-Mercier-Hutchinson     | + 11' 53"  |
| 10      | Raymond Poulidor    | Gan-Mercier-Hutchinson     | m. t.      |